# Mycetophila mariluisi
Mycetophila mariluisi är en tvåvingeart som beskrevs av Duret 1981. Mycetophila mariluisi ingår i släktet Mycetophila och familjen svampmyggor. Inga underarter finns listade i Catalogue of Life.